# Сервий Корнелий Сципион Сальвидиен Орфит (консул 110 года)
Сервий Корнелий Сципион Сальвидиен Орфит (лат. Servius Cornelius Scipio Salvidienus Orfitus) — римский государственный деятель начала II века.
Его отцом был консул-суффект Сервий Корнелий Сципион Сальвидиен Орфит. В 110 году Сальвидиен занимал должность ординарного консула. Его коллегой был Марк Педуцей Присцин. Известно также, что он был некоторое время при императорах Антонине Пии и Адриане префектом Рима.
Его сыном был консул 149 года Сервий Корнелий Сципион Сальвидиен Орфит.